# Bình Nghi
Bình Nghi là một xã thuộc huyện Tây Sơn, tỉnh Bình Định, Việt Nam.
Xã Bình Nghi có diện tích 49,13 km², dân số năm 1999 là 12724 người, mật độ dân số đạt 259 người/km².

## Hành chính
Xã Bình Nghi được chia thành 7 thôn: 1, 2, 3, 4, Lai Nghi, Thủ Thiện Hạ, Thủ Thiện Thượng.